# Heizkreisverteiler

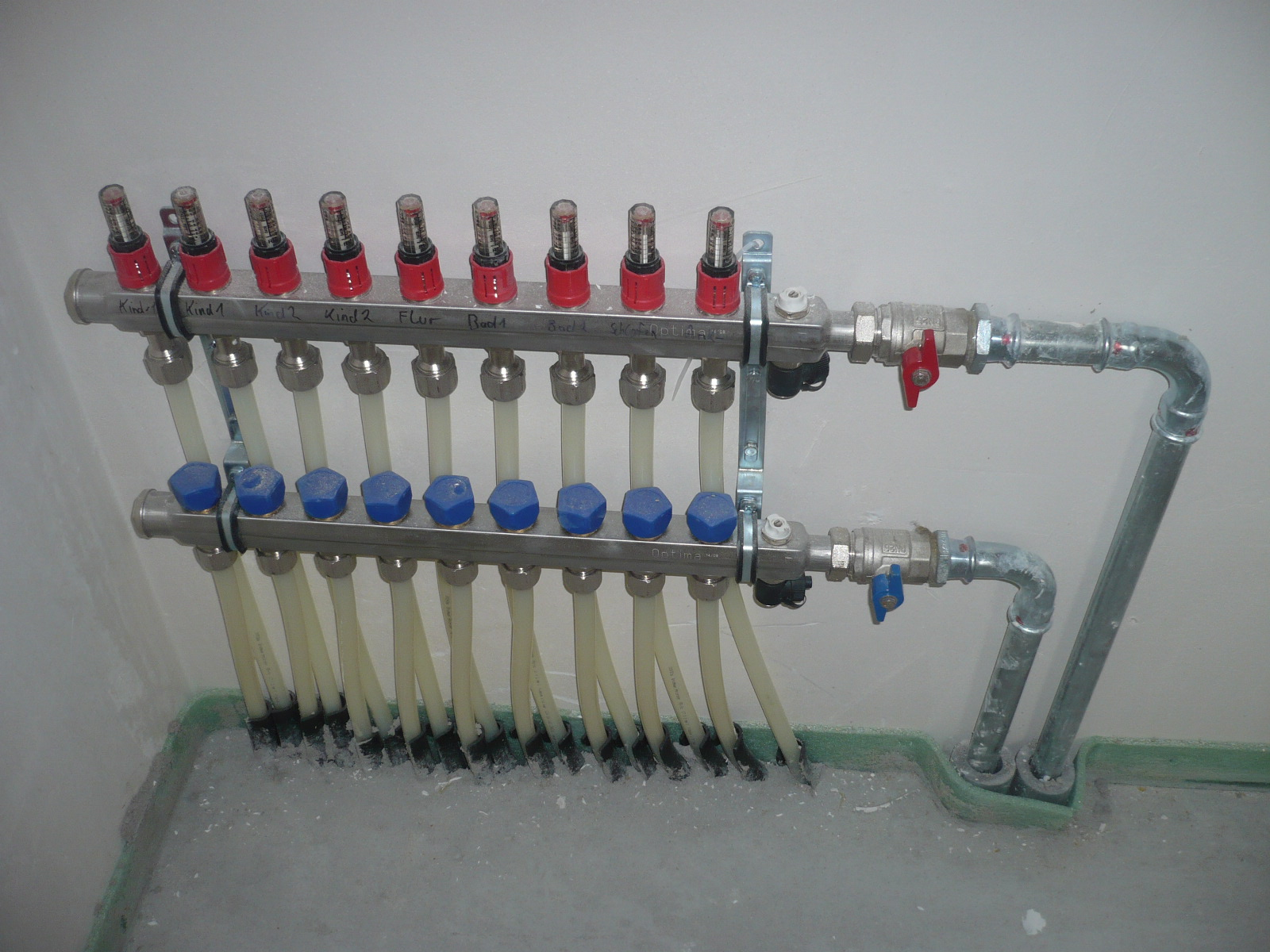
Heizkreisverteiler einer Fußbodenheizung ohne Thermostatregelung (im Rohbauzustand, unverkleidet)

Ein Heizkreisverteiler ist ein Bauteil der Fußbodenheizung oder Wandheizung und wird zur Wärmeverteilung benötigt. Die Heizkreise (Rohrleitungsschleifen) einer Fußbodenheizung werden jeweils mit einem Vorlauf und Rücklauf an den Heizkreisverteiler mittels Klemmverschraubungen angeschlossen.
Mit dem Heizkreisverteiler kann jeder einzelne Heizkreis mittels eines Ventils hydraulisch abgeglichen werden. Der hydraulische Abgleich ist erforderlich, da die einzelnen Bauteile der Fußbodenheizung (z. B. Heizkreisverteiler, Rohrkreise etc.) verschieden hohe Strömungswiderstände erzeugen. Eine gleichmäßige Wärmeverteilung ist nur mit gleich hohen Strömungsverhältnissen in allen Heizkreisen möglich. Durch im Heizkreisverteiler integrierte Durchflussmengenmessern kann der Volumenstrom optisch sichtbar gemacht werden (in Liter pro Minute).
Die Energiezufuhr wird mit Thermostaten (Raumreglern), deren Temperaturfühler im Heizbereich (z. B. Wohnraum) montiert werden, geregelt. Der Thermostat gibt eine Spannung an den Stellantriebe.
Die Stellantriebe der Heizverteiler werden mit 230 V oder 24 V beheizt (PTC).  Dies wirkt auf das Dehnstoffelement und steuert so den Durchfluss des angeschlossenen Ventil. Mit dem Thermostat ergibt sich ein Regelkreis, welcher bei erreichter Raumtemperatur die Leistung der Stellantriebe reduziert.
Es gibt Stellantriebe, die ohne Spannung geschlossen sind (NC). Oder Antriebe, die ohne Spannung offen sind (NO). Welcher Typ verwendet wird, hängt davon ab, ob das Thermostat bei Erwärmung aus- oder einschaltet.